# Marriage, Not Dating
Marriage, Not Dating (hangul: 연애 말고 결혼; rr: Yeonae Malgo Gyeolhon) é uma telenovela sul-coreana exibida pela tvN de 4 de julho a 23 de agosto de 2014, com um total de dezesseis episódios. É estrelada por Yeon Woo-jin, Han Groo, Jeong Jinwoon, Han Sunhwa, Heo Jung-min e Yoon So-hee. Seu enredo refere-se a um homem que não quer se casar e a uma mulher que não possui sorte com eventuais perspectivas de um casamento.

## Enredo
O rico cirurgião plástico Gong Gi-tae (Yeon Woo-jin) não possui qualquer interesse em casar-se. O casamento é tudo que a vendedora de loja Joo Jang-mi (Han Groo) sonha. Em um esforço para conseguir tirar de suas costas, os constantes encontros às cegas e as perspectivas de casamento vindos de seus pais, Gi-tae propositalmente traz Jang-mi para conhecer seus pais como sua suposta namorada, certo de que eles não a aprovarão.

## Elenco

### Principal
- Yeon Woo-jin como Gong Ki-tae[3][4]
- Han Groo como Joo Jang-mi[3]
- Jeong Jinwoon como Han Yeo-reum[5][6][7]
- Han Sunhwa como Kang Se-ah[7]
- Heo Jung-min como Lee Hoon-dong[4]
- Yoon So-hee como Nam Hyun-hee

### De apoio
- Kim Hae-sook como Shin Bong-hyang, mãe de Ki-tae
- Kim Kap-soo como Gong Soo-hwan, pai de Ki-tae
- Im Ye-jin como Na So-nyeo, mãe de Jang-mi
- Park Jun-gyu como Joo Kyung-pyo, pai de Jang-mi
- Park Hee-jin como Gong Mi-jung
- Kim Young-ok como Noh Geum-soon
- Lee Bo-hee como a mãe de Hoon-dong
- Choi Hyun como chef Uhm
- Lee Yeon-kyung como a amante de Soo-hwan

### Participações especiais
- Lee Han-wi
- Nam Ji-hyun como alguém do encontro às cegas de Ki-tae (episódio 1)
- Choi Dae-chul
- Heo Jun
- Ahn Hae-sook
- Kim Jung-min como blogger com um vício em cirurgia plástica (episódio 13)
- Julien Kang como Richard Bernstein (episódio 14)

## Recepção
Na tabela abaixo, os números azuis representam as as audiências mais baixas e os números vermelhos representam as audiências mais elevadas.
| Episódio | Data de transmissão original | Título                                                  | Em todo o país |
| -------- | ---------------------------- | ------------------------------------------------------- | -------------- |
| 1        | 4 de julho de 2014           | A Maneira Educada de Terminar                           | 0.85%          |
| 2        | 5 de julho de 2014           | Uma Bondade Vantajosa: Mantendo Seu Vivero de Peixes    | 1.36%          |
| 3        | 11 de julho de 2014          | Sendo Feliz Sozinho                                     | 1.75%          |
| 4        | 12 de julho de 2014          | Para Quem Nós Cozinhamos Panquecas                      | 1.57%          |
| 5        | 18 de julho de 2014          | As Palavras que Eu Só Posso Dizer Para Você             | 1.90%          |
| 6        | 19 de julho de 2014          | Eu, que Pareço Só, Não Estou Só, mas Pareço             | 1.51%          |
| 7        | 25 de julho de 2014          | Está Tudo Bem Mesmo Que Não Esteja Tudo Bem             | 2.21%          |
| 8        | 26 de julho de 2014          | Se Case Comigo Se Puder                                 | 2.13%          |
| 9        | 1 de agosto de 2014          | Uma Noite em Um Lugar Distante                          | 2.38%          |
| 10       | 2 de agosto de 2014          | O que Você Deve Manter Escondido Até o Último Momento   | 2.00%          |
| 11       | 8 de agosto de 2014          | Confissão (Volte)                                       | 2.61%          |
| 12       | 9 de agosto de 2014          | A Sinceridade Irá Passar?                               | 1.97%          |
| 13       | 15 de agosto de 2014         | Não se Incline e Não Espere                             | 3.31%          |
| 14       | 16 de agosto de 2014         | Desculpe por Não Ser Legal / Obrigado por Não Ser Legal | 2.05%          |
| 15       | 22 de agosto de 2014         | Duas Mulheres Que Amam Um Homem                         | 2.28%          |
| 16       | 23 de agosto de 2014         | Ainda Assim, Casamento                                  | 1.62%          |
| Média    | Média                        | Média                                                   | 1.97%          |